# Xa lộ Liên tiểu bang 15
Xa lộ Liên tiểu bang 15 (tiếng Anh: Interstate 15 hay viết tắt là I-15) là xa lộ liên tiểu bang chạy theo hướng nam-bắc dài thứ tư tại Hoa Kỳ. Nó đi qua các tiểu bang California, Nevada, Arizona, Utah, Idaho và Montana từ thành phố San Diego đến biên giới Canada. Các phần đi qua Idaho, Utah và Arizona được chính thức đặt tên là "Xa lộ Tưởng niệm Cựu chiến binh".
Từ khi xa lộ được khánh thành, nó đã phục vụ trong vai trò một con đường giao thông đường dài cho thương mại Bắc Mỹ. Từ điểm giao cắt với Xa lộ Liên tiểu bang 515 tại Las Vegas đến biên giới Canada, I-15 hình thành một phần Hành lang CANAMEX, một hành lang xa lộ ưu tiên cao được ấn định theo sau Hiệp định Thương mại Tự do Bắc Mỹ.
Những đoạn đường địa phương được xây dựng để nối vùng Inland Empire với San Diego tại California, tạo lối cho du lịch đến thành phố Las Vegas, kết nối liên hoàn tất cả các vùng thống kê đô thị tại Utah trừ Logan và cung cấp những đường cao tốc tránh thành phố cho Pocatello, Idaho Falls, và Great Falls.
Từ khi I-15 được khởi công xây dựng, California, Nevada, và Utah đã luôn được xếp loại là những vùng phát triển nhanh nhất tại Hoa Kỳ. Kết quả là hành lang xa lộ I-15 đã có sự gia tăng dân số đáng kể, kéo theo sự gia tăng lưu lượng xe làm tăng gánh nặng cho xa lộ này. Ước tính dân số là có khoảng 75 phần trăm dân số tiểu bang Utah 19 phần trăm dân số California và hơn 70 phần trăm dân số Nevada sống trong các quận mà Xa lộ Liên tiểu bang 15 là hành lang giao thông chính yếu. Tương tự, tại California, I-15 gặp phải lưu lượng xe nhiều hơn vì sự phát triển các cộng đồng trong vùng Hoang mạc Mojave như Hesperia và Barstow, California. Tại tất cả các tiểu bang, I-15 đã và đang được nâng cấp để tăng sức chứa cho lượng xe cộ ngày càng gia tăng. Những phần xa lộ của Arizona, Idaho và Montana vẫn được giữ nguyên đặc tính đường dài và nông thôn của chúng. Tuy Arizona cũng đã phát triển nhiều từ khi I-15 được khánh thành nhưng I-15 chỉ phục vụ một góc xa xôi trong tiểu bang.
Vì sự phát triển nhanh mà hành lang I-15 là trọng tâm của một vài dự án giao thông công cộng. Las Vegas Monorail, Hệ thống đường sắt đô thị FrontRunner và đường sắt nhẹ TRAX tại Salt Lake City là những tuyến đường giao thông công cộng chạy gần như song song với I-15, hiện đang hoạt động. Một hệ thống xe điện từ được đề nghị xây dựng giữa Los Angeles và Las Vegas; năm 2004 Dự án Xe điện từ Liên tiểu bang California-Nevada đã tổ chức các cuộc họp về kế hoạch xây dựng đường xe điện này.

## Mô tả xa lộ
|         | dặm      | km       |
| ------- | -------- | -------- |
| CA      | 287,26   | 462,30   |
| NV      | 123,77   | 199,19   |
| AZ      | 29,39    | 47,30    |
| UT      | 401,07   | 645,46   |
| ID      | 196,00   | 315,43   |
| MT      | 396,03   | 637,35   |
| Tổng số | 1.433,52 | 2.307,03 |

Điểm đầu phía nam của xa lộ này là tại San Diego, California ở Xa lộ Liên tiểu bang 8. Tuy đi qua ngã Xa lộ Tiểu bang California 15, xa lộ nối liền với Xa lộ Liên tiểu bang 5 ngay phía bắc biên giới Mexico. Điểm đầu phía bắc là tại Sweet Grass, Montana ở biên giới giữa Hoa Kỳ và Canada nơi nó gặp Xa lộ Alberta 4 của tỉnh bang Alberta. Nó dài khoảng 1.433 dặm (2.306 km) từ San Diego đến Sweet Grass.

### California

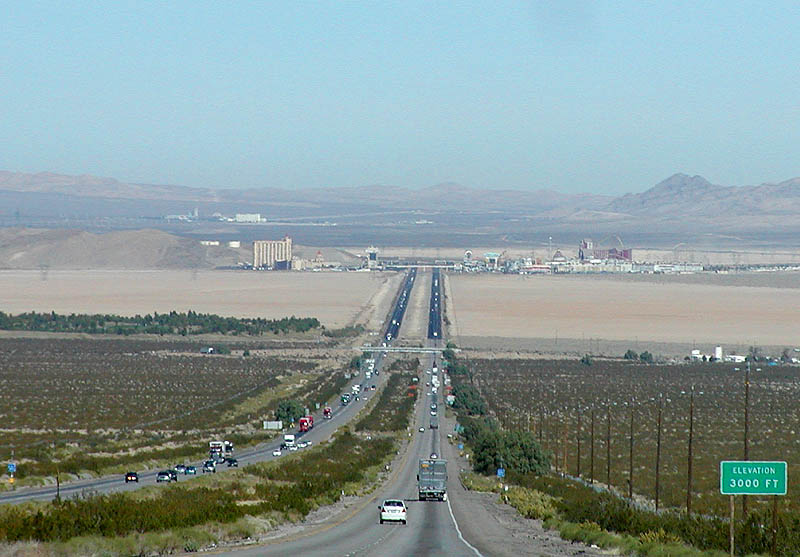
I-15 (chiều đi hướng bắc) chạy thẳng xuống đèo từ phía tiểu bang California rồi vào thung lũng Ivanpah. Ở đoạn giữa là các sòng bạc của thành phố Primm nằm bên phải xa lộ ngay tại ranh giới tiểu bang Nevada trong khi đó các sòng bạc của thành phố Jean thì ở xa hơn, phía bên trái; thành phố Las Vegas thì ở ngay phía xa bên kia những ngọn đồi ở đường chân trời.

Phía bắc điểm giao cắt của nó với Xa lộ cao tốc Riverside (Xa lộ Tiểu bang California 91) nằm trong vùng Inland Empire gần Corona, xa lộ gần như chạy theo các con đường xưa của Quốc lộ Hoa Kỳ 91 và Quốc lộ Hoa Kỳ 395. Phía bắc Devore, xa lộ men theo Quốc lộ Hoa Kỳ 66 lịch sử, rồi chay dọc cùng với Quốc lộ Hoa Kỳ 91 và Quốc lộ Hoa Kỳ 395. Quốc lộ Hoa Kỳ 395 tách ra tại Hesperia và xa lộ tiếp tục theo đường 66 và 91 cho đến khi gần đến sông Mojave khoảng 35 dặm (56 km) ở phía bắc. Tại điểm này, I-15 đặc biệt chạy theo đường củ của Quốc lộ 91. Tại nhiều nơi trên xa lộ, có rất nhiều đường dây cao thế chạy dọc theo xa lộ. Nhiều trong số đó nối đến các trạm biến điện để phục vụ vùng đô thị Los Angeles.

### Nevada
Xa lộ Liên tiểu bang 15 bắt đầu tại Primm, tiếp tục qua Las Vegas dọc theo hành lang Dải Las Vegas. Sau đó xa lộ băng ngang ranh giới với Arizona tại Mesquite. Toàn đường tại Nevada chạy gần như trong quận Clark trong khoảng đường dài là 123,8 dặm (199 km).

### Arizona
I-15 chỉ đi qua góc tây bắc của tiểu bang Arizona với đoạn đường dài 29,4 dặm (47 km). Đoạn đường này tách biệt khỏi những phần còn lại của tiểu bang và chỉ có mỗi một lối ra chính tại Beaver Dam/Littlefield, Arizona. Nó gồm có một đoạn đáng chú ý là chỗ con đường chạy xoắn quanh giữa các vách đá hẹp của Hẻm núi Sông Virgin.

### Utah

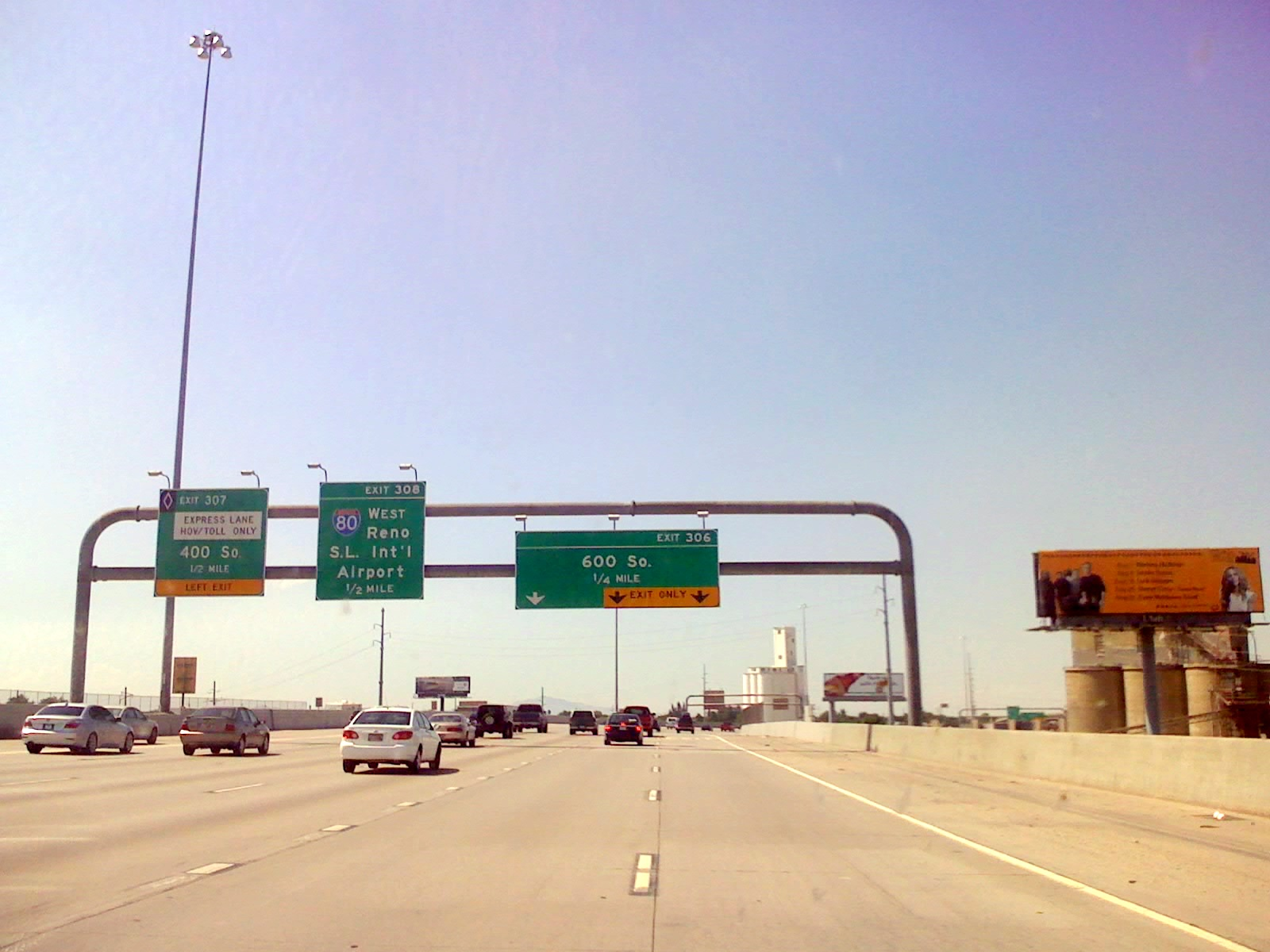
I-15 tại Salt Lake City

I-15 tiếp tục đi qua Utah khoảng 401 dặm (645 km). Đây là thông lộ chính bắc–nam của tiểu bang. Xa lộ gần như đi theo con đường cũ của Quốc lộ Hoa Kỳ 91 từ St. George đến Brigham City. Xa lộ đi qua vùng phát triển nhanh là Dixie gồm có các thành phố St. George, Cedar City và kế đến là đa số các thành phố và ngoại ô chính nằm dọc theo vùng đô thị Wasatch Front trong đó có Provo, Orem, Sandy, West Jordan, Salt Lake City, Layton, và Ogden. Gần Cove Fort, I-15 gặp Xa lộ Liên tiểu bang 70 bắt đầu cuộc hành trình của nó đi về hướng đông băng ngang đất nước. Xa lộ Liên tiểu bang 15 nhập vào với Xa lộ Liên tiểu bang 80 khoảng 3 dặm (5 km) từ Nam Salt Lake đến ngay phía tây Trung tâm Salt Lake City và nó cũng nhập với Xa lộ Liên tiểu bang 84 từ Ogden đến Tremonton. Gần như dọc theo hết đoạn đường dài qua tiểu bang, I-15 chạy quấn quanh dọc theo rìa phía tây của các rặng núi gần như nối tiếp nhau (Dãy núi Wasatch nằm ở nữa phía bắc tiểu bang). Những ngoại lệ duy nhất là khi nó chạy qua các ngọn núi phía nam Cedar City và lần nữa ở phía bắc Cove Fort.

### Idaho
I-15 đi qua Idaho khoảng 196 dặm (315 km). I-15 băng qua ranh giới Utah vào trong Quận Oneida. Xa lộ chạy qua các thành phố Pocatello, Blackfoot và Idaho Falls, giao cắt với Xa lộ Liên tiểu bang 86. Quận cuối cùng trong tiểu bang Idaho mà Xa lộ Liên tiểu bang 15 đi qua là Quận Clark. Cuối cùng, xa lộ đến ranh giới tiểu bang Montana ở Đèo Monida.

### Montana
Xa lộ Liên tiểu bang 15 tiếp tục đi vào trong tiểu bang Montana khoảng 396 dặm (637 km) qua các thành phố Butte, Helena và Great Falls, giao cắt với Xa lộ Liên tiểu bang 90, Xa lộ Liên tiểu bang 115 và Xa lộ Liên tiểu bang 315. Tại Sweet Grass, I-15 kết thúc sau khi đến biên giới Canada tại tỉnh bang Alberta; tuy nhiên, dấu hiệu I-15 vẫn hiện diện trên Xa lộ Alberta 4 chiều đi về phía nam từ Lethbridge đến biên giới Hoa Kỳ và Canada.

## Lịch sử
Xa lộ Liên tiểu bang 15 được xây dựng dọc theo đường Quốc lộ Hoa Kỳ 91. Khi Xa lộ Liên tiểu bang 15 thành hình thì Quốc lộ Hoa Kỳ 91 bị loại bỏ. Trừ một phần tại Bắc Utah/Nam Idaho, Xa lộ Liên tiểu bang 15 men theo con đường cũ của cựu Quốc lộ Hoa Kỳ 191.
Xa lộ Liên tiểu bang 15 ban đầu có đến hai con đường mang đuôi mẫu tự. Tại California, Xa lộ Liên tiểu bang 15 có một nhánh phía đông đi tránh thành phố San Bernardino và được đặt tên là Xa lộ Liên tiểu bang 15E (mẫu tự có nghĩa là nhánh đi hướng đông). I-15E được đặt số lại và hiện nay là Xa lộ Liên tiểu bang 215. Con đường hiện tai mang tên Xa lộ Liên tiểu bang 15 tại California ban đầu có tên là "Xa lộ Liên tiểu bang 15W" (nhánh đi hướng tây) khi đang được xây dựng (những đoạn đường trải nhựa ban đầu từ Temescal Canyon đến Phố Ontario được ghi là I-15W trên các bản đồ cho đến năm 1974) nhưng chưa bao giờ được chính thức cắm biển dấu như vậy. Tại Idaho, I-15 có một nhánh phía tây gần Pocatello kết nối I-15 và I-84 (lúc đo là I-80N). Xa lộ này được đặt tên là Xa lộ Liên tiểu bang 15W. Nó hiện nay là I-86.

## Các xa lộ giao cắt chính
Danh sách thứ tự từ nam lên bắc:

### California
- Xa lộ Liên tiểu bang 5 tại San Diego
- Xa lộ Tiểu bang 94 tại San Diego
- Xa lộ Liên tiểu bang 805 tại San Diego
- Xa lộ Liên tiểu bang 8 tại San Diego
- Xa lộ Tiểu bang 52 tại San Diego
- Xa lộ Tiểu bang 163 tại San Diego
- Xa lộ Tiểu bang 78 tại Escondido
- Xa lộ Liên tiểu bang 215 tại Murrieta
- Xa lộ Tiểu bang 91 tại Corona
- Xa lộ Tiểu bang 60 tại Ontario
- Xa lộ Liên tiểu bang 10 tại Ontario
- Xa lộ Tiểu bang 210 tại Fontana
- Xa lộ Liên tiểu bang 215 tại Devore
- Xa lộ Liên tiểu bang 40, Xa lộ Tiểu bang 58 tại Barstow

### Nevada
- Xa lộ vành đai Las Vegas ("I-215" về phía đông, "CC 215" về phía tây) trong [[khu chưa hợp nhất của Quận Clark (Paradise) gần Sân bay Quốc tế McCarran
- Quốc lộ Hoa Kỳ 95 (cũng là Quốc lộ Hoa Kỳ 93 và Xa lộ Liên tiểu bang 515 về phía đông) trong thành phố Las Vegas.

### Arizona
Xa lộ Liên tiểu bang 15 không có giao cắt với bất cứ xa lộ liên tiểu bang nào khác tại Arizona.

### Utah
- Xa lộ Liên tiểu bang 70 tại Cove Fort
- Xa lộ Liên tiểu bang 215 tại Murray
- Xa lộ Liên tiểu bang 80 tại South Salt Lake; chúng nhập với nhau khoảng 3 mi (5 km) vào trong Thành phố Salt Lake
- Xa lộ Liên tiểu bang 215 tại North Salt Lake
- Xa lộ Liên tiểu bang 84 tại Ogden; chúng vẫn nhập với nhau cho đến Tremonton

### Idaho
- Xa lộ Liên tiểu bang 86 tại Pocatello

### Montana
- Xa lộ Liên tiểu bang 90 tại Butte; chúng nhập với nhau khoảng 9 dặm (14,5 km)
- Xa lộ Liên tiểu bang 115 tại Butte.
- Xa lộ Liên tiểu bang 315 tại Great Falls

## Xa lộ phụ
Ghi chú: chữ số đầu tiên là số thứ tự của xa lộ phụ và 2 chữ số cuối là chỉ xa lộ mẹ là I-15.
- Inland Empire, California – I-215
- Henderson, Nevada – I-515
- Las Vegas, Nevada – I-215
- Salt Lake City, Utah – I-215
- Butte, Montana – I-115
- Great Falls, Montana – I-315

### California
- California Highways: SR 15
- Cal-NExUS: Route 15 North Lưu trữ ngày 17 tháng 4 năm 2002 tại Wayback Machine
- Cal-NExUS: Route 15 South Lưu trữ ngày 11 tháng 6 năm 2002 tại Wayback Machine